# Lobatiriccardia coronopus
Lobatiriccardia coronopus är en bladmossart som först beskrevs av De Not. och Franz Stephani, och fick sitt nu gällande namn av Furuki. Lobatiriccardia coronopus ingår i släktet Lobatiriccardia och familjen Aneuraceae. Inga underarter finns listade i Catalogue of Life.